# Paulo Frontin
Paulo Frontin ist ein brasilianisches Munizip im Süden des Bundesstaats Paraná. Es hat 6.343 Einwohner (2022), die sich Frontinenser oder auch Paulenser nennen. Seine Fläche beträgt 370 km². Es liegt 753 Meter über dem Meeresspiegel.

## Etymologie
Der Ort wurde 1902 zunächst unter dem Namen Núcleo federal Vera Guarani gegründet. Der neue Bahnhof erhielt 1904 den Namen Paulo Frontin. Damit wurde André Gustavo Paulo de Frontin (1860–1933) geehrt. Er war Ingenieur und später Politiker und als solcher Präfekt des Bundesdistrikts (Rio de Janeiro).

## Geschichte

### Erste Siedlung am Fluss
Ende des 19. Jahrhunderts berichtet der damalige Präsident der Provinz Paraná, Visconde de Taunay, bei seiner Rückkehr von einer Reise in die Campos Gerais in seinem Tagebuch von der Fahrt durch ein Dorf namens Chapéu do Sol. Dieses Dorf liegt einige Kilometer von Vera Guarani entfernt, in einem Gebiet, das sich innerhalb der Grenzen von Paulo Frontin befindet. Deshalb gibt es die Meinung, dass die Geschichte des Munizips mit Chapéu do Sol beginnt. Chronologisch gesehen ist eine solche Aussage richtig. Aber der alte Indianerflecken Chapéu do Sol war viel stärker mit der Geschichte der Flussschifffahrt auf dem Iguaçu verbunden und trug nicht zur Entwicklung von Paulo Frontin bei, das aus der Kolonie Vera Guarani entstanden ist. 

### Kolonie Vera Guarani
Die Bildung von Vera Guarani beginnt bald nach der Gründung von Rio Claro do Sul (heute im Munizip Mallet). Beide waren Teil des Programms zur Bildung von Kolonien auf der Grundlage von Subsistenzlandwirtschaft. Damit wollte die brasilianische Regierung die so genannte Zivilisation durch europäische Einwanderung fördern, um den noch wenig bevölkerten Süden Brasiliens zu besiedeln und zu entwickeln.
Die ersten Siedler von Rio Claro do Sul kamen 1884 aus Campo Largo da Piedade an. Sie kamen aber auf private Initiative und nicht im Rahmen des Besiedlungsprogramm der Regierung. Dieses Programm startete etwa gleichzeitig mit der Vermessung von Parzellen zu zehn Alqueires (24 ha) für die zukünftigen Kolonisten. Die ersten Einwanderer aus Europa kamen 1890. Offiziell wurde die Kolonie Rio Claro do Sul 1891 gegründet. Sie gehörte zum Munizip São João do Triunfo. Um 1895 kamen weitere Einwanderer. Etwa 800 Familien ließen sich in der Umgebung von Rio Claro do Sul nieder und bildeten die Kerne von Mallet und Vera Guarani. Die Kolonie Vera Guarani wurde am 20. Januar 1902 auf Anweisung der Regierung gegründet. Die Ortschaft nahm Neu-Einwanderer und Nachkommen ukrainischer und später polnischer Einwanderer auf. Die polnischen Einwanderer waren katholisch. Sie bauten in Vera Guarani die Herz-Jesu-Kirche, die 1911 geweiht wurde. Die ukrainischen Einwanderer errichteten etwa 1908 eine kleine Kapelle für ihre eigenen Gottesdienste. Der Grundstein für die Kirche Natividade Nossa Senhora wurde 1924 gelegt, da die ursprüngliche Kirche zu klein wurde. Diese Kirchen sind auch heute noch in der Gemeinde vorhanden. 

### Eisenbahn
Ab 1904 erreichte die Eisenbahnlinie São Paulo – Rio Grande (später Rede de Viação Paraná-Santa Catarina, heutige Rumo Logística) die Stelle der heutigen Stadt Paulo Frontin. Die Menschen siedelten sich nicht mehr in Vera Guarani, sondern in der Nähe der Bahnlinie an, insbesondere nach dem Bau des Bahnhofs im Jahr 1908.  
Am 29. September 1943 ereignete sich gegen 7 Uhr morgens die größte Tragödie in der Geschichte von Paulo Frontin. Ein aus Ponta Grossa kommender Güterzug, der für União da Vitória bestimmt war, meldete ein Problem. Als der Lokführer Rauch in einem der Waggons bemerkte, hielt er am Wassertank des Bahnhofs an, um das Feuer zu löschen. Es gab jedoch zu wenig Wasser. Was die Aufmerksamkeit der Einwohner wirklich erregte, waren die drei Pfiffe, das Notrufsignal. Daraufhin kamen diensthabende Eisenbahner, aber auch viele Neugierige. Als sie feststellten, dass sich in einem der Waggons Sprengstoff befand, wurde er zum Gleisdreieck gezogen. Angesichts der großen Gefahr forderten die Eisenbahner die Menschen auf, sich fernzuhalten. Nicht alle hielten sich daran. Als der Waggon explodierte, waren die meisten etwa 500 Meter entfernt. Durch den Druck stürzten sie zu Boden. An der Explosionsstelle wurde ein zehn Meter tiefer Krater mit 15 Meter Durchmesser aufgerissen. Es starben 23 Menschen, die dem isolierten Waggon sehr nahe standen. Aber nur einige von ihnen konnten identifiziert werden. Die meisten dieser Opfer sind auf dem Friedhof von Vera Guarani begraben. Der Bahnhof und ein Lagerhaus wurden zerstört. Die Druckwelle war so stark, dass in einem 200 Meter entfernten Geschäft alles aus den Regalen fiel. 

### Wirtschaftlicher Aufschwung
In Anbetracht der Tatsache, dass es zu jener Zeit nur wenige Lehm- und Sandstraßen gab, wurden Waren per Bahn befördert. So entwickelten sich Wirtschaft und Besiedlung um den Bahnhof herum. In den Jahrzehnten nach der Erhebung zum Munizip 1952 kamen immer mehr Menschen in die Gemeinde und trugen zu ihrer Entwicklung bei. Vor allem Nachkommen deutscher und italienischer Einwanderer kamen in den 1960er Jahren aus Rio Grande do Sul und Santa Catarina. Sie integrierten sich in die einheimische Bevölkerung, so dass eine reiche kulturelle Vielfalt entstand.

### Erhebung zum Munizip
Paulo Frontin wurde durch das Staatsgesetz Nr. 790 vom 14. November 1951 aus Mallet ausgegliedert und in den Rang eines Munizips erhoben. Es wurde am 14. Dezember 1952 als Munizip installiert.

## Geografie

### Fläche und Lage
Paulo Frontin liegt auf dem Segundo Planalto Paranaense (der Zweiten oder Ponta-Grossa-Hochebene von Paraná) am Übergang zum Terceiro Planalto Paranaense. Seine Fläche beträgt 370 km². Es liegt auf einer Höhe von 753 Metern.

### Vegetation
Das Biom von Paulo Frontin ist Mata Atlântica.

### Klima
Das Klima ist gemäßigt warm. Es werden hohe Niederschlagsmengen verzeichnet (1792 mm pro Jahr). Im Jahresdurchschnitt liegt die Temperatur bei 17,5 °C. Die Klimaklassifikation nach Köppen und Geiger lautet Cfb.

### Gewässer
Paulo Frontin liegt im Einzugsgebiet des Iguaçu an seinem rechten Ufer. Dieser bildet die südöstliche Grenze zu Canoinhas (SC). Sein rechter Nebenfluss Rio Claro bildet die östliche Grenze des Munizips zu São Mateus do Sul.

### Straßen
Paulo Frontin liegt an der BR-476 von Porto União nach Curitiba. Über die PR-153 kommt man im Norden nach Mallet.

### Nachbarmunizipien
|               | Mallet                                      | São Mateus do Sul |
|               | Kompassrose, die auf Nachbargemeinden zeigt |                   |
| Paula Freitas |                                             | Canoinhas (SC)    |

## Stadtverwaltung
Bürgermeister: Jamil Pech, MDB (2021–2024)
Vizebürgermeister: Marcos Paulo Romanhiuk, Solidariedade (2021–2024)

## Demografie

### Bevölkerungsentwicklung
| Jahr | Einwohner | Stadt | Land |
| ---- | --------- | ----- | ---- |
| 1960 | 6.531     | 11 %  | 89 % |
| 1970 | 5.312     | 15 %  | 85 % |
| 1980 | 5.356     | 18 %  | 82 % |
| 1991 | 6.558     | 24 %  | 76 % |
| 2000 | 6.565     | 27 %  | 73 % |
| 2010 | 6.913     | 31 %  | 69 % |
| 2021 | 6.343     |       |      |

Quelle: IBGE, bis 2010: Volkszählungen und Volkszählung 2022

### Ethnische Zusammensetzung
| Gruppe * | 1991    | 2000    | 2010    | wer sich als …                                                                   |
| --- | ------- | ------- | ------- | -------------------------------------------------------------------------------- |
| Weiße | 88,9 %  | 94,7 %  | 90,4 %  | weiß bezeichnet                                                                  |
| Schwarze | 0,2 %   | 0,7 %   | 2,7 %   | schwarz bezeichnet                                                               |
| Gelbe | 0,0 %   | 0,0 %   | 0,3 %   | von fernöstlicher Herkunft wie japanisch, chinesisch, koreanisch etc. bezeichnet |
| Braune | 10,9 %  | 4,2 %   | 6,5 %   | braun oder als Mischung aus mehreren Gruppen bezeichnet                          |
| Indigene | 0,0 %   | 0,1 %   | 0,1 %   | Ureinwohner oder Indio bezeichnet                                                |
| ohne Angabe | 0,0 %   | 0,3 %   | 0,0 %   |                                                                                  |
| Gesamt | 100,0 % | 100,0 % | 100,0 % |                                                                                  |
| *) Das IBGE verwendet für Volkszählungen ausschließlich diese fünf Gruppen. Es verzichtet bewusst auf Erläuterungen. Die Zugehörigkeit wird vom Einwohner selbst festgelegt. |         |         |         |                                                                                  |

Quelle: IBGE (Stand: 1991, 2000 und 2010)

## Wirtschaft
Seit Beginn ihrer Geschichte beruht die Wirtschaft weitgehend auf der Landwirtschaft: 
- Haupteinnahmequellen sind Mais, Weizen, Roggen, Bohnen, Reis und in jüngster Zeit auch Soja und Tabak.
- Die Milchwirtschaft ist ebenfalls sehr wichtig, um das Familieneinkommen eines großen Teils der Landbevölkerung aufzubessern. Hinzu kommen Schweine- und Geflügelzucht.
- Es wird Herva Mate gepflückt und Holz eingeschlagen.

Der Handel besteht aus Märkten, Geschäften, Lagerhallen, Bars, Imbissbuden, Apotheken und Bäckereien.